# Maaßel
Die Maaßel ist ein Waldgebiet und ein darin liegendes Naturschutzgebiet in den niedersächsischen Gemeinden Rötgesbüttel und Vordorf in der Samtgemeinde Papenteich sowie Ribbesbüttel in der Samtgemeinde Isenbüttel im Landkreis Gifhorn.

## Naturschutzgebiet
Das Naturschutzgebiet mit dem Kennzeichen NSG BR 052 ist 192,88 Hektar groß. Es umfasst das gleichnamige FFH-Gebiet. Das zum 2. März 1983 ausgewiesene, rund 60 Hektar große Naturschutzgebiet „Maaßeler Lindenwald“ ging vollständig im Naturschutzgebiet „Maaßel“ auf. Außerdem gingen Teile des Landschaftsschutzgebietes „Papenteich und Schweineholz“, das das Naturschutzgebiet ansonsten größtenteils umgibt, im Naturschutzgebiet auf. Das 1972 ausgewiesene, 11,9 Hektar große Naturwaldreservat „Maaßel“ liegt innerhalb des Naturschutzgebietes. Das Naturschutzgebiet steht seit dem 1. Februar 2019 unter Naturschutz. Zuständige untere Naturschutzbehörde ist der Landkreis Gifhorn.
Das Naturschutzgebiet liegt südwestlich von Gifhorn. Es stellt ein historisch altes Waldgebiet auf einer Grundmoräne unter Schutz. Das Gebiet wird von einem naturnahen Eichen-Hainbuchenwald auf frischen bis feuchten Standorten dominiert. Dazu gesellen sich Hainsimsen- und Waldmeister-Buchenwälder. Entlang der Vollbütteler Riede sind auch Auwälder ausgeprägt.

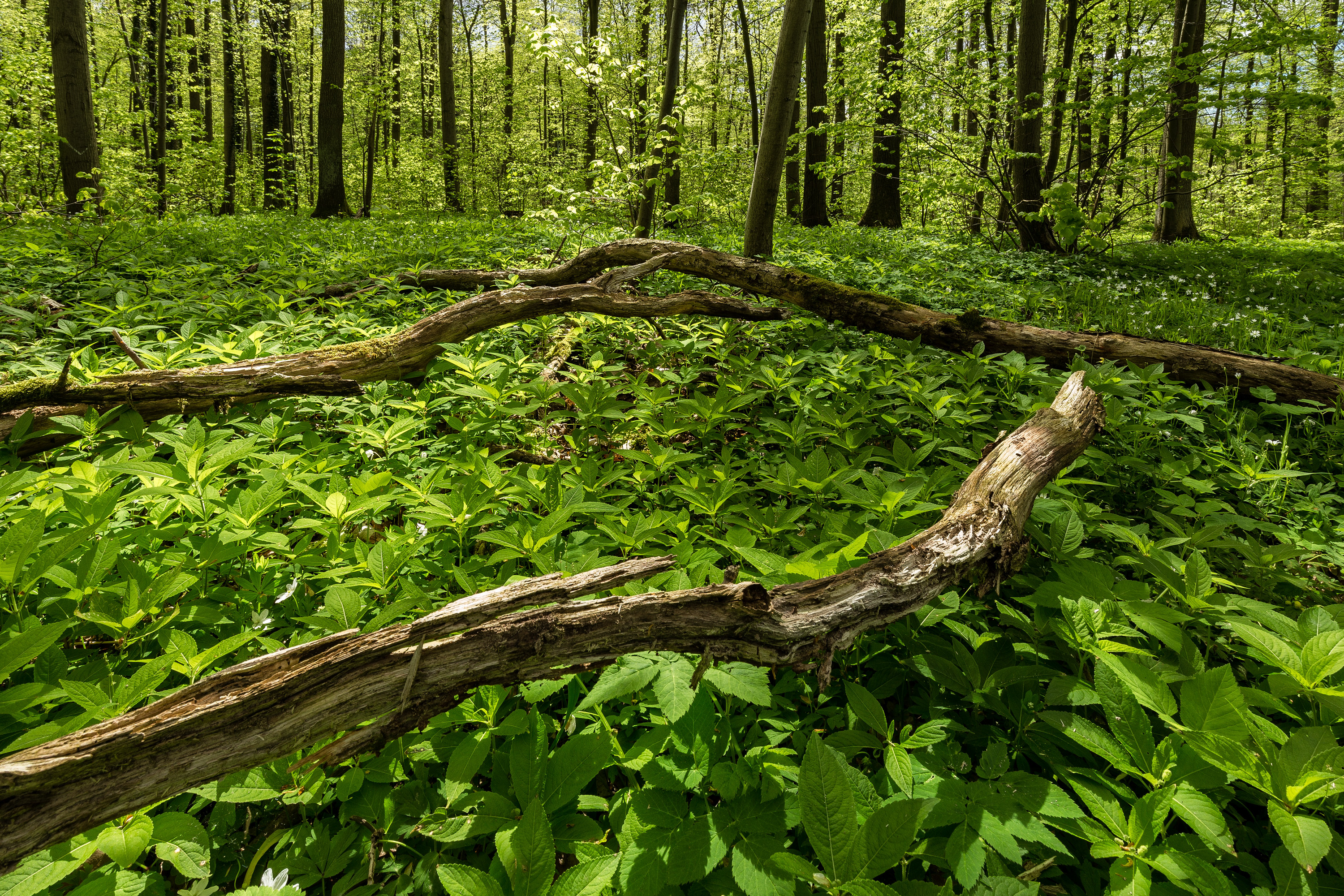
Naturschutzgebiet „Maaßel“

Die Wälder werden vor allem von Stieleiche, Hainbuche, Esche und Winterlinde, die stellenweise über einen hohen Anteil verfügt, gebildet. Dazu gesellt sich die Rotbuche. Insbesondere im Naturwaldreservat stocken sehr alte Exemplare, die teilweise weit über 100 Jahre alt sind. Die Eichen sind teilweise über 200 Jahre alt.
Die gut ausgebildete Strauchschicht wird unter anderem von Hasel und Roter Heckenkirsche gebildet. In der Krautschicht siedeln Buschwindröschen, Scharbockskraut, Gelbes Windröschen, Gewöhnliche Goldnessel, Hohe Schlüsselblume, Große Sternmiere, Hohler Lerchensporn, Scheidengelbstern, Waldgelbstern, Waldziest, Weiße Waldhyazinthe, Gefleckter Aronstab, Dunkles Lungenkraut, Einbeere, Sanikel, Gewöhnliches Hexenkraut, Waldbingelkraut, Bärlauch, Waldmeister, Rasenschmiele, Waldzwenke und Waldsegge.
Die Auwälder entlang der Vollbütteler Riede sind als Erlen- und Eschen-Auwälder mit Schwarzerle, Gewöhnliche Esche, Hasel, Gewöhnliche Traubenkirsche, Rasenschmiele, Sumpfsegge, Winkelsegge, Wechselblättrigem Milzkraut und Scharbockskraut ausgebildet.
Im Norden des Naturschutzgebietes befindet sich eine Grünland fläche mit einem Gewässer. Am Rand der Grünlandfläche liegt das Naturdenkmal „Burckhardts-Eiche“. Die Eiche mit einem Stammdurchmesser von circa 1,80 Meter, die an den Forstdirektor Heinrich Christian Burckhardt erinnert, soll als Totholzbiotop erhalten werden. Weitere Grünländer sind im rechtsseitigen Niederungsbereich der Vollbütteler Riede, die das Naturschutzgebiet im Nordwesten begrenzt, in dieses einbezogen.
Die Grünländer beherbergen z. B. Glatthafer, Kuckuckslichtnelke, Wiesenschaumkraut, Scharfen Hahnenfuß, Vogelwicke, Wiesenplatterbse und Rotklee. Sie sind Nahrungshabitat unter anderem des Weißstorchs. Das Naturschutzgebiet beherbergt z. B. Mittelspecht, Kleinspecht, Kleiber, Gartenbaumläufer und Sumpfmeise.
Nach Nordosten schließen sich weitere Waldgesellschaften der Maaßel an das Naturschutzgebiet an. Ansonsten ist es überwiegend von landwirtschaftlichen Nutzflächen umgeben. Die Kreisstraße 48 zwischen Didderse und Rötgesbüttel verläuft durch das Waldgebiet.